# Sabre de luz

Dois sabres de luz da saga Star Wars.

O sabre de luz é um objeto semelhante a uma espada, porém sua lâmina é de energia ficcional destacada no universo de Star Wars. Ele consiste em uma empunhadura de metal polido, que projeta uma lâmina de energia iluminada, geralmente com cerca de 1,22 metros de comprimento, embora alguns sabres de luz tenham um comprimento diferente. O sabre de luz é a arma de assinatura da ordem Jedi e os seus homólogos Sith, tanto de quem pode usá-los para o combate próximo, ou para desviar os disparos da Blaster. Sua aparência distinta, foi criada usando uma técnica nomeada de rotoscópio para os filmes originais e digitalmente para a trilogia. O sabre de luz apareceu pela primeira vez no filme original de Star Wars (1977) e todos os filmes de Star Wars já contaram com pelo menos um duelo de sabres de luz. Em 2008, uma pesquisa com cerca de 2.000 fãs de cinema, classificaram-na a arma mais popular da história nos cinemas.
A lâmina de energia do sabre de luz, corta e derrete a maioria das substâncias e estruturas sem resistência. Ela deixa feridas cauterizadas na carne, mas pode ser desviada pela lâmina de outro sabre, ou por escudos de energia. Alguns materiais exóticos, como por exemplo o Beskar, são resistentes aos sabres e foram introduzidas no Legends. Um sabre de luz ativo, desprende um zumbido característico, que sobe de tom e volume na medida em que a lâmina é movida rapidamente através do ar, colocando a lâmina em contato com a de outro sabre de luz, produzindo um estalo alto e característico.

## Origem Conceitual
Há vários precedentes literários na ficção científica para a "espada" de pura energia que pode cortar qualquer coisa, nomeadamente:
- Kaldar: World of Antares (1933) de Edmond Hamilton
- Gather Darkness (1943) de Fritz Leiber[2]

- Série Lucky Starr (1952) de Isaac Asimov[3]

- Wolfling (1969) de Gordon R. Dickson
- Ringworld (1970) de Larry Niven

- The Pastel City (1971) de M. John Harrison

### Construção do suporte
Para o filme original de Star Wars, os suportes do filme foram construídos por John Stears a partir de antigas câmeras fotográfica de flash da Graflex e outras peças de hardware. Os adereços de espada de tamanho completo foram projetados para aparecer acesos na tela, criando mais tarde um efeito brilhante "na câmera" na pós-produção. A lâmina é uma haste de três lados revestida com uma matriz de retrorrefletor Scotchlite, o mesmo tipo usado para sinalização de estradas. Uma lâmpada foi posicionada ao lado da câmera fotográfica e refletida em direção ao objeto através de um ângulo de vidro de 45 graus, de modo que a espada parecesse brilhar do ponto de vista da câmera.
O decorador de cenários Roger Christian encontrou as alças da Graflex Flash Gun em uma loja de fotografia na Great Marlborough Street, em West End, Londres. Ele então adicionou o trilho T do gabinete às alças, prendendo-as com segurança com cola de cianoacrilato. Adicionando alguns "detalhes" (detalhes da superfície), Christian conseguiu criar o primeiro protótipo de um acessório de sabre de luz para Luke Skywalker antes do início da produção. George Lucas decidiu que queria adicionar um clipe à alça, para que Luke pudesse pendurá-lo no cinto. Uma vez que Lucas sentiu que a alça estava de acordo com seus padrões, foi a John Stears criar a haste de madeira com tinta de projeção frontal, para que os animadores tivessem um brilho de luz para aprimorar posteriormente na pós-produção. Devido à falta de tempo de preparação, o protótipo de Christian e uma segunda peça sobressalente foram usados para as filmagens na Tunísia, onde começaram as filmagens em Star Wars. Foi descoberto, no entanto, que o efeito brilhante dependia muito da orientação da haste para a câmera e, durante o duelo de Obi-Wan Kenobi e Darth Vader, eles podiam ser vistos claramente como hastes. Por esse motivo, o brilho seria adicionado na pós-produção através de rotoscopia, o que também permitia que a difusão fosse empregada para aprimorar o brilho.

### Efeitos visuais
O animador coreano Nelson Shin, que trabalhava para a DePatie-Freleng Enterprises na época, foi perguntado por seu gerente se ele poderia animar o sabre de luz nas cenas de um filme live-action. Depois que Shin aceitou a tarefa, as cenas de ação ao vivo foram dadas a ele. Ele desenhou os sabres de luz com um rotoscópio, uma animação sobreposta à filmagem do suporte físico da lâmina do sabre de luz. Shin explicou ao pessoal da Lucasfilm que, como um sabre de luz é feito de luz, a espada deve parecer "um pouco instável" como um tubo fluorescente. Ele sugeriu a inserção de uma moldura muito mais clara que as outras enquanto imprimia o filme em uma impressora óptica, fazendo a luz parecer vibrar. Shin também recomendou adicionar um som de desmagnetizador em cima dos outros sons da arma, pois o som seria uma reminiscência de um campo magnético. Todo o processo levou uma semana, surpreendendo sua empresa. Lucasfilm mostrou a Shin o produto acabado, seguindo suas sugestões para usar uma faca X-Acto para dar ao sabre de luz uma aparência muito nítida e ter som acompanhando os movimentos da arma.

### Som
O efeito sonoro do sabre de luz foi desenvolvido pelo designer de som Ben Burtt como uma combinação do zumbido dos motores de intertravamento inativos em projetores de filmes antigos e da interferência causada por uma televisão em um microfone sem proteção. Burtt descobriu o último acidentalmente, enquanto procurava um zumbido e faísca para adicionar ao zumbido do motor do projetor.
As alterações de afinação do movimento do sabre de luz foram produzidas tocando o tom básico do sabre de luz em um alto-falante e gravando-o em um microfone em movimento, gerando um deslocamento Doppler para imitar uma fonte de som em movimento.